# Saint-Julia-de-Bec
Saint-Julia-de-Bec es un pequeño pueblo y comuna francesa, situada en el departamento del Aude en la región de Languedoc-Roussillon.
A sus habitantes se les conoce por el gentilicio Saint-Julians.

## Demografía
| 117 | 129 | 105 | 101 | 97 | 97 |
| Para los censos de 1962 a 1999 la población legal corresponde a la población sin duplicidades (Fuente: INSEE [Consultar]) |     |     |     |    |    |

(Población sans doubles comptes según la metodología del INSEE).